# Thomas Dappelo
Thomas Dappelo est un musicien français et compositeur de musiques de films. Il a notamment collaboré à de nombreuses bandes originales de films, dont  celle du film De rouille et d'os d’Alexandre Desplat, César de la Meilleure Musique en 2013, et  d'Au nom de la terre d'Édouard Bergeon, César du meilleur film en 2020.

## Biographie
Thomas Dappelo est diplômé du Conservatoire national supérieur de musique de Paris, et a une formation d'ingénieur du son. Il travaille pour différents labels de musique classique, et remporte un Grammy Award en 2014. Il se tourne par la suite vers la musique de film, et compose et orchestre notamment la musique des films d'Édouard Bergeon, Au nom de la terre  et La Promesse verte.

## Filmographie
- 2013 : De rouille et d'os de Jacques Audiard, musique d’Alexandre Desplat (mixage)
- 2015 : La Légende de la Palme d'or (compositeur)
- 2015 : La nuit s’achève  de Cyril Leuthy (compositeur)
- 2019 : Au nom de la terre d'Édouard Bergeon (compositeur)
- 2019 : Esperança (court-métrage)[2]
- 2021 : Indes galantes de Philippe Béziat
- 2022 : Touchées d'Alexandra Lamy (compositeur)
- 2023 : Godard seul le cinéma (documentaire) (compositeur)
- 2024 : La Promesse verte d'Édouard Bergeon (compositeur)

## Télévision
- 2007 : Les Routes de l'impossible (compositeur)
- 2012 : Les Fils de la terre (compositeur)
- 2019 : La face noire des énergies vertes (compositeur)
- 2021 : Dolorès, la malédiction du pull-over rouge[3](série télévisée) (compositeur)
- 2023 : L' Amour vache (compositeur)[4]
- 2023 : Je suis né à 17 ans (compositeur)
- 2024 : Brigade anonyme de Julien Seri (série télévisée, saison 1) (compositeur)

## Distinctions

### Récompenses
- 2014 : Grammy Award pour l’album Douce France d’Anne Sofie Von Otter[5]

### Nominations et sélections
Prix de l'UCMF 2019 : Jeune Talent pour Au nom de la Terre d'Edouard Bergeon